# Tatran S-125
Tatran S-125 je dvoumístný motocykl kategorie skútr. Byl vyráběn Považskými strojírnami od roku 1958 do roku 1964. Celkem bylo vyrobeno 95 207 kusů (včetně typu Manet S-125).

## Historie
Oproti typu Manet S-100 měl zvětšené vrtání na 56 mm, vratné vyplachování a chlazení větrákem, jiný tvar předního blatníku a zadní části kapotáže. 

## Technické parametry
- Rám: trubkový otevřený průměr 55 mm
- Pohotovostní hmotnost: 114,5 kg
- Maximální rychlost: 85 km/hod
- Spotřeba paliva: 2,8 l/100 km